# Aphyosemion seegersi
Aphyosemion seegersi är en fiskart som beskrevs av Huber, 1980. Aphyosemion seegersi ingår i släktet Aphyosemion och familjen Nothobranchiidae. IUCN kategoriserar arten globalt som otillräckligt studerad. Inga underarter finns listade i Catalogue of Life.